# Серебряков, Владимир Алексеевич (математик)
Влади́мир Алексе́евич Серебряко́в (12 мая 1946, Москва — 20 декабря 2024, Москва) — советский и российский математик (теория формальных языков и её приложения), д.ф.-м.н. (1990), профессор ВМК МГУ (1993) и ФУПМ МФТИ, зав. отделом ВЦ РАН (с 1992 г.). Член редколлегии журнала «Программирование». Член учёных советов ВЦ РАН, ИСП РАН, ФУПМ МФТИ. Руководитель и участник разработки ряда известных программных проектов.

## Биография
В 1969 году окончил механико-математический факультет МГУ, в 1975 году — аспирантуру ВЦ АН СССР.
В Вычислительном центре АН СССР (ныне ВЦ ФИЦ ИУ РАН) трудился с 1976 г. в должностях младшего научного сотрудника (1976—1982), старшего научного сотрудника (1982—1986), заведующего сектором (1986—1992) и заведующий отделом (с 1992).
В 1976 году защитил диссертацию «Входной язык и реализация метапроцессора системы ЛОРД» на звание кандидата физико-математических наук. В 1990 — докторскую диссертацию по теме: «Системы автоматизации построения трансляторов и их применение для эффективной реализации языков программирования».
Серебряков В. А. входил в редколлегию журнала «Программирование», являлся членом учёных советов ВЦ РАН и ИСП РАН, членом учёного совета факультета управления и прикладной математики МФТИ.
В научном и программистском сообществе известен как один из разработчиков (под рук. В. М. Курочкина) программной системы «СУПЕР» (российского аналога компилятора компиляторов yacc).
С 2000-х годов основным направлением деятельности В. А. Серебрякова и руководимого им коллектива стало создание распределённых информационных систем, в частности цифровых (электронных) библиотек. Была создана интегрированная система информационных ресурсов (ИСИР). На принципах ИСИР реализован информационный портал Российской академии наук (ИСИР РАН) (в Википедии при ссылках чаще именуемый как «Научный портал РАН»).
Умер 20 декабря 2024 года в возрасте 78 лет.

## Учебная деятельность
C 1992 по 2017 год преподавал курс «Конструирование компиляторов»
на факультете ВМК МГУ. Профессор кафедры системного программирования факультета ВМК МГУ (с 1993 по 2021 год).
С 2002 по 2020 год читал лекции по курсу «Теория и реализация языков программирования» на ФУПМ МФТИ.
Подготовил ряд учебных пособий по данным курсам, в том числе использовавшиеся как основные в учебном процессе упомянутых университетов.
Подготовил 15 кандидатов наук.

## Труды
В. А. Серебряков является автором свыше 100 научных работ и учебных пособий, в том числе:

### Научные труды
- Глобальные атрибуты и их использование при определении языков программирования (соавт. А. Н. Бирюков, В. М. Курочкин) // ЖВМиМФ, 1980, Т. 20, № 5. С. 1284—1293.
- Применение методов синтаксического анализа для автоматической генерации оптимального кода // Системная информатика — Новосибирск, Наука, 1993, с.130-164 (соавт. Бездушный А. Н.);
- Модель и язык для параллельных вычислений при решении научных задач // ЖВМиМФ, т. 33, № 7, 1993;
- Интегрированная система информационных ресурсов РАН и технология разработки цифровых библиотек // Программирование, № 4, 2000 (соавт. Бездушный А. Н., Жижченко А. Б. и др.);
- Интеграция метаданных Единого Научного Информационного Пространства РАН — М.: ВЦ РАН, 2006 (соавт. Бездушный А. А., Бездушный А. Н., Филиппов В. И.);
- Информационная WEB-система «Научный институт» на платформе ЕНИП — М.: ВЦ РАН, 2007 (соавт. Бездушный А. А., Бездушный А. Н., Нестеренко А. К., Сысоев Т. М., Теймуразов К. Б.).
- Сотников А.Н., Савин Г.И., Серебряков В.А., Калёнов Н.Е. Принципы построения и формирования электронной библиотеки «Научное наследие России» // Программные продукты и системы, 2012, № 4. С. 30-39.

### Учебные пособия
- Лекции по конструированию компиляторов. М.: ВЦ РАН, 1993 г. 123 с.
- Серебряков В.А., Галочкин М.П. Основы конструирования компиляторов. М.: УРСС, 2001. 224 с. ISBN 5-8360-0242-8. При поддержке РФФИ. Проект № 99-01-14039.
- Теория и реализация языков программирования (соавт. Галочкин М. П., Гончар Д. Р., Фуругян М. Г.) — М.: МЗ-Пресс, 2003, 286 с.;
  - Теория и реализация языков программирования (соавт. Галочкин М. П., Гончар Д. Р., Фуругян М. Г.) — М.: МЗ-Пресс, 2006. 350 с. (2-е изд., испр. и доп.). ISBN 5-94073-094-9
  - Теория и реализация языков программирования. М.: Физматлит, 2012. 236 с. ISBN 978-5-9221-1417-2.
  - Теория и реализация языков программирования (соавт. Галочкин М. П., Гончар Д. Р., Фуругян М. Г.) — М.: НОУ "Интуит", 2016. 373 с.

### Переводы
- А. Ахо, Дж. Ульман. Теория синтаксического анализа, перевода и компиляции. Т. 2. Пер. с англ. А. Н. Бирюкова и В. А. Серебрякова под ред. В. М. Курочкина. М.: Мир, 1978. 487 с.
- Семантика языков программирования : Сб. статей / Перевод с англ. А. Н. Бирюкова, В. А. Серебрякова; Под ред. В. М. Курочкина. — М. : Мир, 1980. — 395 с.
- Вирт, Никлаус. Программирование на языке Модула-2 / Н. Вирт; Перевод с англ. В. А. Серебрякова, В. М. Ходукина; Под ред. В. М. Курочкина. — М. : Мир, 1987. — 222 с.

## Учебные курсы в сети
- Теория и реализация языков программирования // Сетевой курс НОУ "Интуит".

### Списки научных трудов
- Труды В. А. Серебрякова в РИНЦ (Elibrary.Ru)
- Труды В. А. Серебрякова в Math-Net.Ru
- В. А. Серебряков — научные работы в системе Истина МГУ